# Gestimuleerde emissie
Gestimuleerde emissie is een fysisch verschijnsel, dat optreedt wanneer een foton een wisselwerking aangaat met een kwantummechanisch systeem, dat zich in een aangeslagen toestand bevindt. Het foton triggert hiermee het systeem een ander foton uit te zenden, waarbij het systeem zelf van de aangeslagen toestand naar de grondtoestand terugvalt. Gestimuleerde emissie kan niet worden verklaard door de klassieke elektromagnetische theorie en is fundamenteel een kwantumproces.

## Principe
Gestimuleerde emissie kan bij elk kwantummechanisch systeem optreden, zoals bij een molecuul, een atoom of een subatomair deeltje.

### Gestimuleerde emissie bij een atoom
Als een atoom zich in aangeslagen bevindt, betekent dat een van zijn buitenste elektronen energie geabsorbeerd heeft, waardoor het elektron zich in een hogere elektronenschil bevindt. Wanneer een invallend foton een wisselwerking aangaat met dat elektron, heeft dat als resultaat dat het elektron een foton uitzendt en zelf terugkeert naar zijn oorspronkelijke energieniveau. Het uitgezonden foton door het atoom heeft dan dezelfde frequentie, golflengte, polarisatie, fase en bewegingsrichting als het foton dat de wisselwerking met het elektron aanging. Het verschijnsel kan alleen optreden als de waarde van de energie van het wisselwerkende foton gelijk is aan de waarde van het energieverschil van het elektron tussen de aangeslagen toestand de grondtoestand.

Figuur 1: Gestimuleerde emissie bij een atoom

In Figuur 1 is gestimuleerde emissie schematisch weergegeven, waarbij het groene bolletje het elektron in het atoom voorstelt.
Voor de energie E van zowel het invallende foton als het uitgezonden foton geldt:
{\displaystyle E=h\,\nu }
waarbij:
{\displaystyle h} = constante van Planck
{\displaystyle \nu } = frequentie van het foton
Deze energie is gelijk aan het energieverschil van het elektron:
{\displaystyle E=E2-E1}

## Geschiedenis
Het verschijnsel werd in 1916 theoretisch voorspeld door Albert Einstein, toen hij aan de kwantumtheorie werkte. Einstein bedacht het idee van gestimuleerde emissie door zijn streven de wet van Planck voor straling een betere theoretische fundering te geven. In 1928 bevestigde Rudolf W. Ladenburg de voorspelling van Einstein door het experimenteel aan te tonen. Het verschijnsel kent toepassingen in de technologie. Zo is de werking van de laser en de maser gebaseerd op gestimuleerde emissie.